# گمینا کووچو
گمینا کووچو (به لهستانی:  Gmina Kłoczew) یک گمینا در لهستان است که در شهرستان رکی واقع شده‌است. گمینا کووچو ۱۴۳٫۱۷ کیلومتر مربع مساحت و ۷٬۳۳۶ نفر جمعیت دارد.